# Barrio San José, Zimatlán de Álvarez
Barrio San José är en ort i Mexiko.   Den ligger i kommunen Zimatlán de Álvarez och delstaten Oaxaca, i den sydöstra delen av landet, 400 km sydost om huvudstaden Mexico City. Barrio San José ligger 1 514 meter över havet och antalet invånare är 148.
Terrängen runt Barrio San José är kuperad åt nordväst, men åt sydost är den platt. Runt Barrio San José är det ganska tätbefolkat, med 172 invånare per kvadratkilometer. Närmaste större samhälle är Santa Cruz Xoxocotlán, 20,0 km norr om Barrio San José. Omgivningarna runt Barrio San José är en mosaik av jordbruksmark och naturlig växtlighet.